# Фостий, Иван Петрович
Иван Петрович Фостий (5 марта 1928, с. Фастовцы Бахмачский район Черниговская область — 8 января 2021, Черновцы, Украина) — украинский историк, кандидат исторических наук (2006), писатель, поэт, редактор, публицист, литератор. Член Национального союза журналистов Украины. Почетный гражданин села Дражкивци Мартинського округа Словацкой Республики (с апреля 1971 года).

## Биография
Иван Фостий родился 5 марта 1928 в крестьянской семье Фостия Петра Дмитриевича и Агафьи Федотовны в селе Фастовец Бахмачского района Черниговской области. В 1949 году окончил Черновицкое культурно-просветительное училище, в 1958 году — филологический факультет Черновицкого госуниверситета, а в 1964 годы — факультет журналистики Высшей партийной школы при ЦК Компартии Украины.
С 15 апреля 1954 года Иван Фостий работал журналистом: заведующий отделом, ответственный секретарь в Хотинской райгазете «Красная звезда» Хотин, редактор Сокирянского райгазеты «Колхозное жизни» Сокиряны, редактор Кицманской райгазеты «Заря» Кицмань, а затем — межрайонной газеты «Заря Прикарпатья» и заместитель редактора Черновицкой областной газеты «Советская Буковина», старший и главный редактор Черновицкого областного телерадиокомитета.
Работал инструктором идеологического отдела, помощником первого секретаря Черновицкого обкома Компартии Украины, заведующим редакционно-издательским отделом Черновицкого областного издательства. С 1989 года возглавлял Черновицкое областное отделение поисково-издательского агентства «Книга Памяти Украины», а с 1992 года — и редакцию научно-документального издания «Реабилитированные историей».

## Литературная деятельность
Иван Фостий — автор серии книг публицистики, вышедших в Ужгородском издательстве «Карпаты»:
- «Поёт жаворонок» (1967) — о председателе колхоза «Ленинский путь» с. Коболчин Сокирянского района Герое Социалистического Труда Василии Яковлевиче Ротару.
- «Иван Дмитриевич Стасюк» (1969) — об участнике национально-освободительного движения, редакторе газет «Борьба», «Земля и Воля», «Борец».
- «Рахилия Григоращук» (1975) — о земледельце Герое Социалистического Труда.

Опубликовал в периодической печати и сборниках ряд рассказов и очерков, басен и юморесок, лирических, гражданских и сатирических стихов и научных статей на исторические темы. Его перу принадлежат поэтический сборник «Ты слышишь, как плещется река?» (2001), книжка для детей «Сказка о Цапка Степана и Серого Волка» (2001), сатирические книги «Под Ювеналов бичом» (2007), «Миниатюры о хитроумные натуры» (2007) — серия очерков о деятелях революционного движения и художников Буковины: Сергее Канюке, Остапе Вильшине, Иване Дудиче, СеменеГалицком и др. И. П. Фостий записал воспоминания П. А. Величко «Татры помнят» (1983). в 2011 году вышла в свет книга «Кузьма Дёмочка — журналист, редактор, искусствовед».
Один из составителей и главный редактор книг «Битва за Буковину» (1969), «Две жизни» (1970) и трёхтомной «Книги Памяти Украины Черновицкая область» (1994, 1995, 1997), в которой написал предисловия и вступительные статьи . Автор книги «Северная Буковина и Хотинщина во Второй мировой войне 1939—1945 гг.» (Черновцы Книга Памяти Украины, 2005). Редактор сборника «Книга Скорби Украины. Черновицкая область».
В 2008 году в Черновицком издательстве «Зелёная Буковина» вышла «Национальная книга памяти жертв голодоморов 1932—1933, 1946—1947 годов. Черновицкая область: статьи, воспоминания, списки жертв голодоморов», где И. П. Фостий — главный составитель.
А также публикации:
- Реабілітовані історією. Чернівецька область. Книга 1;
- Діяльність ОУН на Буковині у 1940—1941 рр.;
- Фостій, Іван Петрович. Північна Буковина і Хотинщина у Другій світовій війні 1939—1945 рр. [Текст] / І. П. Фостій ; Чернівецький національний ун-т ім. Юрія Федьковича. — Чернівці : Обласне віддлення Пошуково-видавничого агентства «Книга Пам’яті України», 2005. — 376 c. — Бібліогр.: с.: 298—327. — ISBN 5-88500-117-0;
- Буковинці в трагічні роки Другої світової війни: статті, спогади та документи [Текст] / Міжнар. громад. орг. "Міжнар. фонд «Взаєморозуміння і толерантність», Чернів. обл. осередок; [авт.-упоряд.: П. П. Брицький та ін.]. — Чернівці : Технодрук, 2013. — 207 с. : іл. — 300 прим. — ISBN 978-617-7096-01-5;
- и другие работы.

## Награды
- Медаль «За доблестный труд в годы Великой Отечественной войны 1941—1944 гг»;
- Медаль «За доблестный труд. В ознаменование 100-летия со дня рождения В. И. Ленина»;
- Медаль «Ветеран труда»;
- Медаль «Защитнику Отечества»;
- За весомый личный вклад в сохранение историко-культурных памятников Украины, активную краеведческую деятельность и высокий профессионализм И. П. Фостий в 2003 г. Указом Президента Украины Леонида Кучмы награждён орденом «За заслуги» III степени.